# مدارهای ترتیبی
مدارهای ترتیبی، مدارهایی منطقی هستند که خروجیِ آنها تابع متغیرهایِ ورودی و وضعیت کنونیِ عناصرِ حافظه (که وضعیت کنونی عناصر حافظه خود تابع حالت پیشین ورودی‌ها می‌باشد) است؛ و به دو گروه همزمان (سنکرن) و غیر همزمان (آسنکرون) تقسیم می‌شوند.